# Pedro Osinaga
Pedro Osinaga Escribano (Pamplona, 15 de diciembre de 1936 - Madrid, 29 de diciembre de 2017) fue un actor español.

## Biografía
Ligado principalmente al teatro, participó también en numerosas películas.
Estudió canto en Madrid. En sus inicios trabajó la zarzuela y más tarde la comedia musical, la revista —la popular Ven y ven... al Eslava (1958), con Tony Leblanc— y la comedia dramática, logrando uno de los mayores éxitos de su carrera con Sé infiel y no mires con quién (1972-1984), obra teatral que superó las 10 000 representaciones. 
Debutó en el cine con Amor bajo cero (1960) y participó en filmes junto a estrellas como Sara Montiel (La reina del Chantecler, 1962) y Rocío Dúrcal (Tengo 17 años, 1964). Gozó de gran popularidad gracias a los espacios dramáticos de TVE, si bien su carrera cinematográfica concluyó casi completamente a finales de la década de 1970, tras intervenir en varias comedias más o menos pícaras propias de los años del destape.
En 1986 presentó el concurso Todo queda en casa en TVE, donde se enfrentaban dos familias. El programa se emitió entre junio de 1986 y febrero de 1987.
La muerte de su hijo Pedro Alejandro, cuando conducía su moto el 9 de febrero de 1992 lo postró en una depresión aguda, de la que salió poco a poco ayudado por su mujer Tomasa Losa (Tommy),  superando poco a poco la tragedia al volver a los escenarios, aunque siempre tuvo en la memoria la figura de quien se encontraba en lo mejor de la vida, a sus veinticuatro años.
Recibió en 2011 el XV Premio Nacional de Teatro Pepe Isbert, que la Asociación Nacional de Amigos de los Teatros de España (AMITE) concede por votación popular. Es el galardón más importante que en España concede una entidad privada. La entrega fue en el Teatro Circo de Albacete el 11 de noviembre de 2011.
También fue amigo íntimo de Alfonso de Borbón y Dampierre y de su hijo Luis Alfonso de Borbón, pretendientes legitimistas al trono de Francia.
Su salud, maltrecha tras sufrir un ictus y un cáncer de próstata los últimos años de su vida, le impedían estar donde más le gustaba, encima de un escenario, falleciendo en Madrid a los 81 años la tarde del viernes 29 de diciembre de 2017, rodeado de sus familiares. Su adiós se producía minutos antes de que el sacerdote llegara a darle la extremaunción como el propio Osinaga y su familia habían pedido.
La Filmoteca de Navarra, le rindió un homenaje el 15 de febrero de 2018. En el acto intervino Santiago Arriazu, un amigo de Osinaga.

## Filmografía
| Año  | Título                         | Personaje              | Dirección                  |
| ---- | ------------------------------ | ---------------------- | -------------------------- |
| 1984 | Cinco minutos nada menos       | Florián                | Fernando García de la Vega |
| 1978 | Réquiem por un empleado        | Juan Fonseca           | Fernando Merino            |
| 1977 | Cuentos de las sábanas blancas | Don Silverio - Sheriff | Mariano Ozores             |
| 1976 | Fulanita y sus menganos        | René                   | Pedro Lazaga               |
| 1976 | Los hijos de...                | Alfonso                | Luis María Delgado         |
| 1974 | Don Juan (cortometraje)        | Don Juan               | Antonio Mercero            |
| 1973 | Los sobrinos del capitán Grant | Escolástico            | José Antonio Páramo        |
| 1972 | ¡Qué noche de bodas, chicas!   | Amigo del novio        | Fernando Merino            |
| 1972 | Venta por pisos                | Ernesto Cifuentes      | Mariano Ozores             |
| 1971 | Las Ibéricas F.C.              | Psiquiatra             | Pedro Masó                 |
| 1971 | Los jóvenes amantes            | El Ratón               | Benito Alazraki            |
| 1969 | Las nenas del mini-mini        | Mario Martín           | Germán Lorente             |
| 1965 | Joaquín Murrieta               | Claudio "Cucaracha"    | George Sherman             |
| 1964 | Les parias de la gloire        | Bertaux                | Henri Decoin               |
| 1964 | Tengo 17 años                  | David                  | José María Forqué          |
| 1963 | Nuevas amistades               | Pedro                  | Ramón Comas                |
| 1962 | La Reina del Chantecler        | Iñaki Aguirre          | Rafael Gil                 |
| 1961 | Siempre es domingo             | Gonzalo                | Fernando Palacios          |
| 1961 | Regresa un desconocido         | Pardo                  | Juan Bosch                 |
| 1960 | Amor bajo cero                 | Marco                  | Ricardo Blasco             |
| 1960 | El príncipe encadenado         | Gualterio              | Luis Lucia                 |

## Televisión
- ¿Se puede? 
  - Cita con antifaz (2004)
- Ni contigo ni sin ti (1988)
- Primera función 
  - Una noche en su casa, señora (1989)
- La comedia musical española 
  - El sobre verde (1985)
  - El águila de fuego (1985)
  - Cinco minutos nada menos (1985)
- Estudio 1 
  - El genio alegre (1980)
  - Al final de la cuerda (1979)
  - Cuidado con las personas formales (1978)
  - Alta fidelidad (1975)
  - La viuda valenciana (1975)
  - Historia de un adulterio (1974)
  - Carlo Monte en Montecarlo (1974)
  - El canto de la cigarra (1973)
  - Doce hombres sin piedad (1973)
  - 50 años de felicidad  (1972)
  - La vida privada de mamá (1972)
  - Celos del aire  (1971)
  - Don Juan Tenorio (1970)
- Que usted lo mate bien 
  - El Doctor J. (1979)
  - El triángulo (1979)
- Antología de la Zarzuela (1979-1980)
- Novela
  - Grandes esperanzas (1978)
  - Caza menor (1976) .
  - Una mujer desconocida (1973)
  - Las oscuras raíces (1973)
  - El primer amor de Desirée (1971)
  - Sinfonía pastoral (1970)
- Teatro estudio 
  - Celos del aire (1977)
  - El burlador de Sevilla (1976)
- Telecomedia 
  - Se vende un apartamento (1974)
- Noche de teatro 
  - Dulce pájaro de juventud (1974)
- Don Juan (1974)
- Animales racionales 
  - Un amor muy cerebral (1973)
- Los sobrinos del capitán Grant (1970)
- Viajes alrededor de una pareja (1970)
- Vivir para ver 
  - Agua de colonia (1969)
  - Mucha carne en la despensa (1969)
  - Partida para el nacimiento (1969)
- Doce lecciones de felicidad conyugal (1969)
- La risa española 
  - La tonta del bote (1969)